# Overtime
Overtime est un album du Dave Holland Big Band.

## Description
Sorti en 2005, cet album a néanmoins été enregistré en 2002 à la même période que What Goes Around avec un ensemble de musiciens presque identique. La base du big band et le quintet habituel de Holland constitué de Billy Kilson, Steve Nelson, Robin Eubanks et Chris Potter qui sont rejoints par huit autres musiciens. L’album est une démonstration du style de Dave Holland appliqué avec efficacité au format du big band : arrangements complexes et fluctuations rythmiques tout en laissant une grande liberté d’expression aux solistes,.

## Titres
Sauf indication, tous les morceaux sont composés par Dave Holland
1. Bring It On (11:58)
2. Free For All (17:37)
3. A Time Remembered (11:45)
4. Happy Jammy (9:36)
5. Ario (11:08)
6. Mental Images (Eubanks) (9:22)
7. Last Minute Man (7:13)

## Musiciens
- Dave Holland – Basse
- Billy Kilson – Batterie
- Steve Nelson – Vibraphone, Marimba
- Robin Eubanks - Trombone
- Chris Potter – Saxophone ténor
- Duane Eubanks – Trompette, Fluegelhorn
- Alex « Sasha » Sipiagin – Trompette, Bugle
- Taylor Haskins – Trompette, Bugle
- Josh Roseman - Trombone
- Jonathan Arons - Trombone
- Gary Smulyan – Saxophone baryton
- Mark Gross – Saxophone alto
- Antonio Hart – Saxophones alto et soprano, Flûte